# Stazione di La Spezia Marittima
La stazione di La Spezia Marittima è una stazione ferroviaria situata alla Spezia in un'area del porto mercantile che si trova nelle adiacenze del Viale S.Bartolomeo, all'altezza della "Termomeccanica" e praticamente sotto il cavalcavia della strada per Lerici. La struttura è in uso dal 2002; in precedenza la stazione si trovava all'altezza della Caserma della Guardia di Finanza.
Non effettua servizio viaggiatori, ma solo servizio merci, in grande maggioranza container. È raccordata direttamente, nei due sensi di marcia, con la linea ferroviaria tirrenica sulla quale si innesta tra le stazioni di La Spezia Migliarina e Vezzano Ligure. Da Vezzano si collega alla linea Pontremolese che, superata l'area retroportuale di Santo Stefano di Magra, prosegue verso Parma.